# Тяжко (Доктор Хаус)
«Тяжко» (англ. Heavy)  — шістнадцята серія першого сезону американського телесеріалу «Доктор Хаус». Прем'єра епізоду проходила на каналі FOX 29 березня 2005.
У десятирічної дівчинки, яка страждає від зайвої ваги, відбувається серцевий напад. Мати дівчинки хоче, щоб команда доктора Хауса не звертала увагу на вагу, коли ставитиме діагноз. Воглер наполягає, щоб Хаус звільнив одного із членів команди. Хаус робить вибір, але Воглер відхиляє його. У клініку приходить пацієнт з інфекцією через пірсинг мошонки та жінка з величезною пухлиною, яку не бажає видаляти.

## Сюжет
10-річна дівчинка Джессіка, яка страждає ожирінням, перебуває вдома і каже, що погано почувається, оскільки вона повинна йти до школи. Її мати вважає, що вона просто намагається уникнути школи, тому що всі однокласники знущаються над нею. Однак, стрибаючи на скакалці під час заняття з фізичними вправами, вона скаржиться, що у неї болять рука та грудна клітка, і вона падає від серцевого нападу. Її вчитель дзвонить у 911 і починає проводити серцево-легеневу реанімацію.
Хаус намагається розібратися з загадкою. За наказом Воглера (за підтримки Кадді), щоб зробити свій відділ прибутковим, він повинен звільнити одного з трьох співробітників. Хаус намагається затримати рішення на кілька місяців, але Кадді каже йому, що у нього є тиждень.
Кемерон приходить до Хауса зі справою Джесіки. Форман не довіряє діагнозу — у 10-річних не буває серцевих нападів, але Кемерон показує, що всі тести позитивні. Чейз вважає, що серцевий напад стався лише через її вагу. Однак Хаус вважає, що має бути якась інша основна причина. Він пропонує перевірити її рівень інсуліну — він може бути занадто високим. Він також повідомляє, що одного з лікарв звільнять. Кемерон розуміє, що це ідея Воглера, а Форман розуміє, що вони всі повинні триматися разом.
Мати проти ідеї, що причина нападу в ожирінні, тому що Джессіка вже сидить на дієті та регулярно займається фізичними вправами, що, за припущеннями лікарів, було б лікуванням її стану. Пацієнтка не хоче зважуватися, але Чейз наполягає на тому, що йому потрібні точні вимірювання. Форман розповідає хлопчику, що раніше він теж був важким, але виріс із цього. Вона стає на ваги. Потім Чейз і Форман сперечаються про те, чи можна «перерости» ожиріння. Кемерон не на боці Чейза, і Форман приписує свою вередливість майбутнім звільненням.
Вілсон попереджає Хауса не братися за Воглера, оскільки Хаусу бракує таланту до офісної політики.
Вони починають перевірку, але Джессіка починає сердитися і гніватися. Лікарі вважають, що у неї гіпоглікемія, і вони змушені ввести їй седативні засоби. Форман пояснює, що психоз був нормальним для таког стану, але мати розлютилася, що вони не сприйняли тест серйозно. Приходить Хаус і повідомляє, що у неї негативний результат на гіпоглікемію, а дієта та фізичні вправи не мають нічого спільного з її станом, і в психозі теж не винні лікарі.
Кемерон і Чейз сперечаються про те, чи впливає вага пацієнтки на її стан, а Форман не втручається в сутичку. Однак Хаус підозрює, що вона може приймати таблетки для схуднення, і наказує своїй команді знайти їх. Форман злий, що Хаус налаштував команду один проти одного, щоб конкурувати за роботу. Він запитує Формана, кого йому звільнити, і коли Форман не відповідає, він погрожує звільнити його. Форман пропонує йому звільнити Чейза, тому що той справді не цінує роботу. Хаус здивований, що Форман вибрав когось — він зазвичай не вступає в бійку. Він обговорює це з Вілсоном, який пропонує Хаусу звільнитися самому.
Форман йде до вчителя пацієнта. Вона розповідає Форману, що єдиний друг Джесіки — це старша дитина, яку призначили їй.
Воглер засмучений тим, що Хаус ще нікого не звільнив. Він йде до Кемерон і пропонує допомогу, якщо її звільнять. Кадді дивується, чому Воглер раптом зацікавився командою Хауса.
Старша дитина каже Форману, що вона не друг, але каже Форману, що вона сказала, що приймає таблетки для схуднення. Вона також підтверджує, що пацієнтка завжди займається під час перерви. Форман стикається з матір'ю, але пацієнтка визнає, що взяла їх — вона вкрала їх у магазині. Форман розуміє, що це пояснює всі її симптоми. Чейз знову говорить про ожиріння пацієнта.
Однак у пацієнтки виникає нова проблема, у неї починається кровотеча з некрозу шкіри на грудях. Це не можна пояснити таблетками для схуднення. Хаус вважає, що вони призначили їй неправильне лікування — дві дози варфарину замість однієї варфарину, а потім гепарин, і що Камерон, мабуть, винна. Чейз і Кемерон сперечаються про те, чия це була вина. Хаус каже їм подбати про пацієнта.
Воглер йде до Формана. З карти Воглер розуміє, що вони переплутали ліки. Він дивується, чому він працює з Хаусом. Форман каже, що поважає Хауса. Воглер запитує Формана, чи хоче він зберегти свою роботу.
Хаус йде до Кемерон, яка клянеться, що дала пацієнту правильні ліки — гепарин. Проте альтернативного пояснення у неї немає. Кемерон запитує, чому Хаус не підтримує її, коли вона підтримує його, коли він зіпсувався. Він дивується, чому вона підтримує того, хто облажався. Він запитує Кемерон, кого б вона звільнила. Вона пропонує скоротити всім зарплату. Він каже, що це не спрацює, але вона нагадує йому, що він зволікає.
Проте Хаус йде до Кадді та Воглера з ідеєю Кемерона. Кадді в захваті, але Фоглер її збиває. Кадді розуміє, що Воглер не дбає про гроші, він лише хоче керувати навколо Хауса, і Воглер це підтверджує.
Лікування не працює, і Вілсон вказує, що некроз вбиває пацієнта. Хаус погоджується його видалити. Однак це означає видалення грудей пацієнтки.
Кемерон приходить до Хауса, щоб перевірити, чи хоче він її звільнити. Вона стверджує, що не помилилася. Хаус думає, що так, але Кемерон вважає, що Хаус відчуває до неї почуття. Кемерон дивується, чому він не поставив перед ними завдання, і чому він не займається своєю звичайною діяльністю.
Чейз зустрічається з Воглером і обговорює, чи захистить він його, якщо Хаус його звільнить. Він каже Чейзу, що Кемерон або Форман підійдуть так само добре. Чейз впевнений, що Кемерон не був би щуром Воглера, але він не дуже впевнений щодо Формана.
Стан пацієнтки не покращується, і вони починають готувати Джесіку до операції. Хаус задається питанням, чи могло бути так, що Кемерон дала їй не ті ліки. Нарешті, Чейз припускає, що ожиріння не є причиною проблем, а є симптомом. Нарешті Хаус розуміє, що мати пацієнта не просто важка, а й висока, як і батько пацієнта. Хаус робить висновок, що її ожиріння є симптомом — разом із її зростом (нижчим за норму для її віку), він робить висновок, що це синдром Кушинга, який викликає підвищенний рівень кортизола, який може пояснити всі її симптоми, хоча він рідко викликає некроз. Форман вказує на те, що рівень кортизола був нормальним, але Хаус вказує, що хвороба Кушинга може спричиняти поетапне виділення кортизолу. Однак, якщо її лікувати від цього, якщо у неї його немає, вона помре. Але Форман зазначає, що якщо вони праві, операція на грудях їй не допоможе. Він пропонує використовувати МРТ для виявлення того, що може викликати високий рівень кортизону. Вони роблять МРТ і знаходять пухлину на гіпофізі, яка підтверджує хворобу Кушинга. Їй потрібна операція, яка є небезпечною, але після її видалення вона швидко покращиться, включаючи втрату ваги.
Операція проходить добре. Джессіка приходить на повторний огляд і дуже схудла. Навіть Чейз вражений.
Хаус звертається до Кадді зі своїм рішенням — він звільняє Чейза. Однак Воглер відмовляється дозволити йому звільнити Чейза (оскільки він не може знайти іншого стукача) і каже йому вибрати когось іншого. Хаус відмовляється. Воглер каже йому вибрати когось іншого, інакше буде звільнено весь відділ.
Кемерон своє резюме, а кожен з лікарів обмірковує ситуацію.

## Остаточний діагноз в серії
Остаточний діагноз — Хвороба Кушинга через аденому гіпофіза